# Festuca paradoxa
Festuca paradoxa är en gräsart som beskrevs av Nicaise Auguste Desvaux. Festuca paradoxa ingår i släktet svinglar, och familjen gräs. Inga underarter finns listade i Catalogue of Life.